# Ormont-Dessus
Ormont-Dessus este un oraș în Elveția.